# IC 3382
IC 3382 је спирална галаксија у сазвјежђу Береникина коса која се налази на листи објеката дубоког неба у Индекс каталогу.
Деклинација објекта је + 13° 34' 16" а ректасцензија 12h 28m 13,6s. Привидна величина (магнитуда) објекта IC 3382 износи 16,0 а фотографска магнитуда 16,7. IC 3382 је још познат и под ознакама UGC 7588, VCC 1064, PGC 40954.